# تيري كونولي
تيري كونولي (بالإنجليزية: Terry Connolly)‏ هو سياسي أسترالي، ولد في 14 فبراير 1958 في أديلايد في أستراليا، وتوفي في 25 سبتمبر 2007 في كانبرا في أستراليا بسبب نوبة قلبية. حزبياً، نشط في حزب العمال الأسترالي.